# Casa de Zrinski

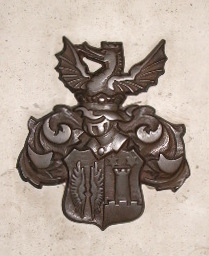
Escudo de armas.

La Casa de Zrinski fue una de las más antiguas familias nobles de Croacia, hasta su extinción en 1703 tras la muerte del Conde Ivan IV Antun Zrinski.